# 창원군
| Daedongyeojido (Gyujanggak) 18-02.jpg |
| Daedongyeojido (Gyujanggak) 19-02.jpg |

창원군(昌原郡)은 경상남도에 있던 군으로, 1995년에 군을 분할하여 도농복합도시 마산시, 창원시로 통합하였다. 도농복합 통합 직전의 군청은 창원군내가 아닌 마산시(현재의 창원시 마산합포구)에 소재하고 있었다. 창원(昌原)이라는 명칭은 1408년에 의창(義昌)과 회원(會原)을 합병하여 창원부를 설치한 데 기인한다.

## 역사
1914년의 행정구역과 현재의 행정구역 비교
| 1914년          | 1914년 | 현재                     | 현재 |
| 면              | 정·동·리 | 구·읍·면                 | 동·리 |
| --------------- | --- | ------------------------ | --- |
| 진전면 (鎭田面) | 율티리, 근곡리, 임곡리, 이명리, 창포리, 시락리, 오서리, 봉곡리, 곡안리, 동산리, 양촌리, 봉암리, 일암리 | 창원시 마산합포구 진전면 | 율티리, 근곡리, 임곡리, 이명리, 창포리, 시락리, 오서리, 봉곡리, 곡안리, 동산리, 양촌리, 봉암리, 일암리 |
| 진북면 (鎭北面) | 덕곡리, 신촌리, 망곡리, 부평리, 추곡리, 대티리, 정현리, 금산리, 영학리, 이목리, 부산리, 대평리, 지산리, 예곡리, 인곡리 | 창원시 마산합포구 진북면 | 덕곡리, 신촌리, 망곡리, 부평리, 추곡리, 대티리, 정현리, 금산리, 영학리, 이목리, 부산리, 대평리, 지산리, 예곡리, 인곡리 |
| 진동면 (鎭東面) | 동전리, 인곡리, 태봉리, 교동리, 다구리, 사동리, 요장리, 진동리, 신기리, 고현리 | 창원시 마산합포구 진동면 | 동전리, 인곡리, 태봉리, 교동리, 다구리, 사동리, 요장리, 진동리, 신기리, 고현리 |
| 구산면 (龜山面) | 마전리, 석곡리, 유산리, 내포리, 옥계리, 남포리, 반동리, 수정리, 구복리, 심리 | 창원시 마산합포구 구산면 | 마전리, 석곡리, 유산리, 내포리, 옥계리, 난포리, 반동리, 수정리, 구복리, 심리 |
| 구산면 (龜山面) | 예곡리, 우산리, 현동리, 덕동리, 가포리 | 창원시 마산합포구        | 예곡동, 우산동, 현동, 덕동동, 가포동 |
| 내서면 (內西面) | 산호리, 교방리 | 창원시 마산합포구        | 산호동, 교방동 |
| 내서면 (內西面) | 두척리, 회성리, 석전리, 합성리, 구암리, 양덕리, 회원리 | 창원시 마산회원구        | 두척동, 회성동, 석전동, 합성동, 구암동, 양덕동, 회원동 |
| 내서면 (內西面) | 신감리, 감천리, 상곡리, 삼계리, 원계리, 용담리, 호계리, 중리, 평성리, 안성리 | 창원시 마산회원구 내서읍 | 신감리, 감천리, 상곡리, 삼계리, 원계리, 용담리, 호계리, 중리, 평성리, 안성리 |
| 대산면 (大山面) | 갈전리, 일동리, 모산리, 제동리, 북부리, 유등리, 우암리, 가술리 | 창원시 의창구 대산면     | 갈전리, 일동리, 모산리, 제동리, 북부리, 유등리, 우암리, 가술리 |
| 동면 (東面)     | 죽동리 일부 | 창원시 의창구 대산면     | 대방리 |
| 동면 (東面)     | 본포리, 노연리, 봉강리, 봉곡리, 죽동리 일부, 산남리, 금산리, 석산리, 화양리, 월잠리, 다호리, 신방리, 무점리, 무성리, 송정리, 용정리, 봉산리, 단계리, 용잠리, 덕천리, 남산리, 덕산리, 용전리, 용강리 | 창원시 의창구 동읍       | 본포리, 노연리, 봉강리, 봉곡리, 죽동리, 산남리, 금산리, 석산리, 화양리, 월잠리, 다호리, 신방리, 무점리, 무성리, 송정리, 용정리, 봉산리, 단계리, 용잠리, 덕천리, 남산리, 덕산리, 용전리, 용강리 |
| 북면 (北面)     | 지개리, 고암리, 월백리, 대산리, 월촌리, 화천리, 외감리, 동전리, 감계리, 무동리, 무곡리, 내곡리, 상천리, 외산리, 하천리, 신촌리, 마산리, 북계리 | 창원시 의창구 북면       | 지개리, 고암리, 월백리, 대산리, 월촌리, 화천리, 외감리, 동전리, 감계리, 무동리, 무곡리, 내곡리, 상천리, 외산리, 하천리, 신촌리, 마산리, 월계리 |
| 부내면 (府內面) | 봉암리 | 창원시 마산회원구        | 봉암동 |
| 부내면 (府內面) | 소계리, 동정리, 북동리, 소답리, 서상리, 내동리, 차룡리, 사화리, 도계리, 중동리, 반계리 일부, 반계리 일부, 명곡리 일부, 명곡리 일부 | 창원시 의창구            | 소계동, 동정동, 북동, 소답동, 서상동, 내리동, 차룡동, 사화동, 도계동, 중동, 반계동, 팔용동, 명곡동, 명서동 일부 |
| 상남면 (上南面) | 봉림리, 용동리, 지귀리 일부, 지귀리 일부, 서곡리 일부, 서곡리 일부, 퇴촌리 일부, 퇴촌리 일부 | 창원시 의창구            | 봉림동, 용동, 지귀동, 봉곡동, 서곡동, 명서동 일부, 퇴촌동, 사림동 |
| 상남면 (上南面) | 퇴촌리 일부 | 창원시 의창구            | 퇴촌동 |
| 상남면 (上南面) | 퇴촌리 일부 | 창원시 성산구            | 퇴촌동 |
| 상남면 (上南面) | 토월리, 대방리, 삼정자리, 불모산리, 천선리, 반송리 일부, 반송리 일부, 반송리 일부, 사파정리 일부, 사파정리 일부, 가음정리 일부, 가음정리 일부, 가음정리 일부, 가음정리 일부, 남산리 일부, 남산리 일부 | 창원시 성산구            | 토월동, 대방동, 삼정자동, 불모산동, 천선동, 반송동, 반림동, 반지동, 사파정동, 사파동, 상남동, 가음정동, 가음동, 남양동, 남산동, 성주동 |
| 웅남면 (熊南面) | 창곡리, 내동리, 정리, 상복리, 남지리, 완암리, 안민리, 양곡리, 적현리, 귀현리, 귀곡리, 귀산리, 연덕리, 목리, 월림리 일부, 월림리 일부, 외동리 일부, 외동리 일부 | 창원시 성산구            | 창곡동, 내동, 성산동, 상복동, 남지동, 완암동, 안민동, 양곡동, 적현동, 귀현동, 귀곡동, 귀산동, 웅남동 일부, 웅남동 일부, 월림동, 신촌동, 외동, 중앙동 |
| 웅남면 (熊南面) | 두대리, 삼동리, 덕정리 일부, 덕정리 일부 | 창원시 성산구            | 두대동, 삼동동, 덕정동, 대원동 |
| 진해면 (鎭海面) | 행암리, 장천리, 풍호리, 덕산리, 자은리, 석리, 이동리, 경화동, 안곡리, 현동, 비봉리, 주길정, 구도정, 진학정, 고사정, 사정, 낭화정, 천첨정, 파정, 홍매정, 매지정, 길야정, 번정, 산취정, 송엽정, 국천정, 연작정, 암호정, 우의정, 구부정, 이엽정, 일모정, 욱정, 노송통, 일출통, 상반통, 말광통, 죽천통, 약송통, 앵전통, 대수통, 앵곡정, 북가정, 복산정, 도산정, 도불산정 | 창원시 진해구            | 행암동, 장천동, 풍호동, 덕산동, 자은동, 석동, 이동, 경화동, 안곡동, 현동, 비봉동, 평안동, 대흥동, 송학동, 화천동, 인사동, 통신동, 대천동, 창선동, 익선동, 회현동, 도만동, 동상동, 광화동, 중평동, 근화동, 충의동, 숭인동, 무송동, 남빈동, 신흥동, 대영동, 속천동, 인의동, 태평동, 부흥동, 중앙동, 송죽동, 수송동, 도천동, 충무동, 앵곡동, 여좌동, 대죽동, 제황산동, 태백동 |
| 웅읍면 (熊邑面) | 성내리, 남문리, 북부리, 서중리, 제덕리, 명동리, 죽곡리, 원포리, 연도리, 수도리 | 창원시 진해구            | 성내동, 남문동, 북부동, 서중동, 제덕동, 명동, 죽곡동, 원포동, 연도동, 수도동 |
| 웅동면 (熊東面) | 소사리, 대장리, 마천리, 남양리, 가주리, 두동리, 청안리, 안골리, 용원리 | 창원시 진해구            | 소사동, 대장동, 마천동, 남양동, 가주동, 두동, 청안동, 안골동, 용원동 |
| 천가면 (天加面) | 눌차리, 동선리, 성북리, 천성리, 대항리 | 부산 강서구              | 눌차동, 동선동, 성북동, 천성동, 대항동 |

- 1408년 : 의창현(義昌縣)과 회원현(會原縣)이 창원부(昌原府)로 합병,승격되고 경상우도병마절도사영이 설치되었다.
- 1413년 : 창원도호부로 승격하였다.
- 1601년 : 창원대도호부로 승격하였다.
- 1603년 : 경상우도병마절도사영을 진주로 옮겼다.
- 1661~70년 : 현으로 강등되기도 했다.
- 경상도 창원대도호부
- 1895년 : 진주부 창원군으로 개편되었다.[5]
- 1896년 : 경상남도 창원군으로 개편되었다.[6]
- 1899년 : 창원군이 창원부로 승격하였다.[7]
- 1903년 : 창원부가 창원군으로 격하되었다.[8]
- 1906년 : 창원군이 창원부로 승격하였고,[9] 칠원군 구산면과 김해군 대산면이 창원부에 편입되었다.[10]
- 1908년 : 창원부에 진해군(현 마산합포구 진동면·진북면·진전면 일대)과 웅천군(현 진해구)이 통합되었다.[11]
- 1909년 10월 25일 : 구 웅천군 내동면, 외동면을 웅동면으로, 상서면, 하서면을 웅서면으로, 천성면, 가덕면을 천가면으로 합면하였다.[12]
- 1910년 10월 1일 : 창원부가 마산부로 개칭되었다.[13]
- 1914년 4월 1일 : 도시 지역인 각국거류지와 외서면 일원을 제외한 마산부의 나머지 지역이 창원군으로 개편되었다.[14] (15면)

15면 - 웅남면, 진전면, 진동면, 구산면, 내서면, 부내면, 동면, 대산면, 상남면, 진해면, 웅읍면, 웅동면, 천가면, 진북면, 북면
| 조선총독부령 제111호 |             | |
| 구 행정구역 | 신 행정구역 | 신 행정구역 |
| 마산부 하남면(下南面) 덕곡리/해정리 일부/(부내면)사화리 일부, 두대리 일부, 동해정리/모삼리/해정리 일부/내동리 일부, 월림리 일부/(웅서면)양곡리 일부, 와곡리 일부/창산리, 상덕리/연변리/와곡리 일부, 내동리 일부, 외동리 일부/정리 일부, 정리 일부/외동리 일부/남지리 일부, 목리/정리 일부, 상리/장복리/정리 일부, 남지리 일부/정리 일부/안민리 일부, 완암리, 안민리 일부 | 웅남면      | 덕정리, 두대리, 삼동리, 월림리, 창곡리, 연덕리, 내동리, 외동리, 정리, 목리, 상복리, 남지리, 완암리, 안민리 |
| 마산부 웅서면(熊西面) 양곡리 일부/(하남면)월림리 일부, 적현리, 귀현리, 귀곡리, 귀산리 | 웅남면      | 양곡리, 적현리, 귀현리, 귀곡리, 귀산리 |
| 마산부 진서면(鎭西面) 율티리 일부/근곡리 일부, 근곡리 일부, 임곡리, 이명리/율티리 일부, 창포리, 시락리/정곡리, 오서리, 봉곡리, 곡안리 | 진전면      | 율티리, 근곡리, 임곡리, 이명리, 창포리, 시락리, 오서리, 봉곡리, 곡안리 |
| 마산부 양전면(良田面) 동산리/양촌리 일부, 양촌리 일부/봉암리 일부/(함안군 비곡면)대정리 일부, 봉암리 일부, 일암리/양촌리 일부/(고성군 구만면)주천 일부 | 진전면      | 동산리, 양촌리, 봉암리, 일암리 |
| 마산부 진동면(鎭東面) 동전리 일부/(구산면)동전리, 인곡리/동전리 일부/(구산면)광인리, 태봉리/동전리 일부, 교동리, 다구리, 사동리/(진북면)덕곡리 일부, 요장리/성산리 일부/동촌리 일부, 성내리/서촌리/성산리 일부/동촌리 일부/(진북면)덕곡리 일부, 남산리 일부/죽전리 일부/고현리 일부/(진북면)지산리 일부, 선기리/고현리 일부/죽전리 일부 | 진동면      | 동전리, 인곡리, 태봉리, 교동리, 다구리, 사동리, 요장리, 진동리, 신기리, 고현리 |
| 마산부 구산면(龜山面) 마전리, 석곡리, 예곡리/(외서면)사릉리, 우산리 일부/현동리 일부, 토동리/현동리 일부/덕동리 일부, 덕동리 일부/유산리 일부, 유산리 일부, 내포리 일부/신계리 일부, 옥포리/신계리 일부/내포리 일부, 남포리 일부, 가포리/우산리 일부, 선동리/남포리 일부, 수창리, 구복리, 심리 | 구산면      | 마전리, 석곡리, 예곡리, 우산리, 현동리, 덕동리, 유산리, 내포리, 옥계리, 남포리, 가포리, 선동리, 수창리, 구복리, 심리 |
| 마산부 내서면(内西面) 신감리, 감천리, 상곡리, 삼계리/안계리/(함안군 산익면)산촌리 일부, 원계리 일부, 용담리/호계리 일부, 호계리 일부, 송정리/두척리 일부/두곡리 일부/연동리 일부, 상리/중리/원계리 일부/두척리 일부/호계리 일부, 평성리/안합리, 행촌리/연동리 일부/행동리 일부/두곡리 일부/석전리 일부, 석전리 일부/행동리 일부/외성리 일부, 합성리 일부/외성리 일부/석전리 일부, 구암리/합성리 일부, 양동리/사율리 일부/(외서면)산호리 일부/(부내면)봉정리 일부, 사율리 일부/(외서면)회원리 일부/산호리 일부/상남리 일부/오산리 일부, 안성리 | 내서면      | 신감리, 감천리, 상곡리, 삼계리, 원계리, 용담리, 호계리, 두척리, 중리, 평성리, 회성리, 석전리, 합성리, 구암리, 양덕리, 산호리, 안성리 |
| 마산부 외서면(外西面) 회원리 일부, 교방리 일부 | 내서면      | 회원리, 교방리 |
| 마산부 부내면(府内面) 소계리/평산리 일부, 동정리, 북동리, 소답리 일부, 서상리, 죽전리/평산리 일부/사화리 일부, 내동리, 봉정리 일부/봉암리, 용산리/군상리, 사화리 일부, 명곡리 일부/도계리 일부/사화리 일부, 도계리 일부, 중동리/소답리 일부 | 부내면      | 소계리, 동정리, 북동리, 소답리, 서상리, 반계리, 내동리, 봉암리, 군용리, 사화리, 명곡리, 도계리, 중동리 |
| 마산부 동면(東面) 본포리 일부/본점리, 용연리/호촌리 일부/옥정리 일부/(대산면)신전리 일부, 봉강리, 봉곡리, 죽동리/호촌리 일부, 산남리, 금산리/금동리, 석산리/마룡리, 곡목리/화곡리/고양리, 대잠리 일부/동월리, 다호리 일부/대잠리 일부, 위암리/신방리 일부/다호리 일부/용잠리 일부, 무점리 일부/무성리 일부, 무성리 일부/봉산리 일부/(김해군 하계면)좌곤리 일부, 송정리/무성리 일부, 용정리 일부, 봉산리 일부/용잠리 일부, 단계리/설산리/(김해군 하계면)좌곤리 일부, 용잠리 일부/신방리 일부/봉산리 일부/하덕리 일부, 덕천리/중덕리/용잠리 일부, 남산리, 상덕리/하덕리 일부, 용전리 일부, 용강리/용전리 일부                                                                                                   | 동면        | 본포리, 노연리, 봉강리, 봉곡리, 죽동리, 산남리, 금산리, 석산리, 화양리, 월금리, 다호리, 신방리, 무점리, 무성리, 송정리, 용정리, 봉산리, 단계리, 용잠리, 덕천리, 남산리, 덕산리, 용전리, 용강리 |
| 마산부 상남면(上南面) 신촌리/동지이리/서지이리 일부, 서곡리/서지이리 일부/(부내면)명곡리 일부, 반송리/(하남면)두대리 일부, 봉림리/대봉림리 일부, 퇴촌리/상촌리/상림리/대봉림리 일부, 용동리/신리, 용지리/(하남면)두대리 일부, 신덕리/고산리 일부/사파정리 일부, 사파정리 일부/고산리 일부, 대방리, 가음정리, 남산리/입석리/삼정자리 일부, 삼정자리 일부, 불모산리, 천선리 | 상남면      | 지귀리, 서곡리, 반송리, 봉림리, 퇴촌리, 용동리, 용지리, 토월리, 사파정리, 대방리, 가음정리, 남산리, 삼정자리, 불모산리, 천선리 |
| 마산부 대산면(大山面) 갈전리 일부/신전리 일부/일동리 일부/(동면)옥정리 일부/호촌리 일부, 일동리 일부/수성리, 모산리 일부/갈전리 일부, 제동리, 동부리/북부리/모산리 일부/유청리 일부, 유동리/유청리 일부/(김해군 상북면)가동리 일부, 우암리/유청리 일부, 가술리 | 대산면      | 갈전리, 일동리, 모산리, 제동리, 북부리, 유등리, 우암리, 가술리 |
| 마산부 진해면(鎭海面) 행암리 일부, 장천리/행암리 일부, 풍호리 일부, 덕산리/신덕리/풍호리 일부, 자은리/하구리, 석리/중동리, 이동리 일부/병암리 일부, 조천리/이동리 일부/병암리 일부/중초리 일부, 안합리/동천리 일부, 현동리/도만리/도천리 일부, 비봉리, 동천리 일부, 동천리 일부, 동천리 일부, 동천리 일부, 동천리 일부, 동천리 일부, 동천리 일부, 동천리 일부, 동천리 일부, 동천리 일부, 동천리 일부, 동천리 일부, 동천리 일부, 동천리 일부, 좌천리, 중평리, 여명리, 동천리 일부, 중초리 일부, 도천리 일부, 동천리 일부, 동천리 일부, 동천리 일부, 동천리 일부, 동천리 일부, 동천리 일부, 동천리 일부, 동천리 일부, 동천리 일부, 동천리 일부, 동천리 일부, 동천리 일부, 동천리 일부, 동천리 일부, 동천리 일부 | 진해면      | 행암리, 장천리, 풍호리, 덕산리, 자은리, 석리, 이동리, 경화동, 안합리, 현동, 비봉리, 주길정, 구도정, 진학정, 고사정, 사정, 낭화정, 천첨정, 파정, 홍매정, 매지정, 향정, 산취정, 산엽정, 국천정, 연성정, 암호정, 우의정, 구부정, 이엽정, 일모정, 욱정, 노송통, 일출통, 당반통, 말광통, 죽천통, 약송통, 앵전통, 대수통, 앵곡, 북가, 복산, 두산, 도불산 |
| 마산부 웅읍면(熊邑面) 성내리 일부, 남문리, 북문리/백일리/성내리 일부/서중리 일부, 서중리 일부/죽곡리 일부, 제덕리, 명동리, 죽곡리 일부, 원포리, 녹도리, 수도리 | 웅읍면      | 성내리, 남문리, 북부리, 서중리, 제덕리, 명동리, 죽곡리, 원포리, 녹도리, 수도리 |
| 마산부 웅동면(熊東面) 소사리/죽항리, 대장리 일부, 마천리/부암리/대장리 일부, 월남리/산양리/(웅읍면)성내리 일부, 가동리 일부/주포리, 두동리/금곡리/양덕리/안평리, 안성리/청천리, 안골리, 원리/용좌리/가동리 일부 | 웅동면      | 소사리, 대장리, 마천리, 남양리, 가주리, 두동리, 청안리, 안골리, 용원리 |
| 마산부 진북면(鎭北面) 덕곡리 일부, 신촌리, 강곡리/덕곡리 일부, 부평리, 추곡리 일부/대치리 일부, 대치리 일부/추곡리 일부/(함안군 병곡면)대현리 일부, 정삼리/(함안군 병곡면)대현리 일부, 금산리/영동리 일부, 학동리/영동리 일부, 구례리/이목리/부산리 일부, 부산리 일부, 대평리 일부/덕곡리 일부, 지산리 일부/대평리 일부/(진동면)남산리 일부, 예곡리/지산리 일부, 인곡리/직곡리 | 진북면      | 덕곡리, 신촌리, 강곡리, 부평리, 추곡리, 대치리, 정현리, 금산리, 영학리, 이목리, 부산리, 대평리, 지산리, 예곡리, 인곡리, |
| 마산부 천가면(天加面) 내눌리/외눌리, 동선리 일부, 성북리/장항리/동선리 일부, 서문리/남평리/남선리/대항리 일부, 대항리 일부 | 천가면      | 눌차리, 동선리, 성북리, 천성리, 대항리 |
| 마산부 북면(北面) 지개리, 고암리, 남백리/월산리 일부, 대산리/갈전리/승산리, 월촌리/월산리 일부, 대천리/화원리 일부/외감리 일부/감호리 일부/동전리 일부, 외감리 일부/화원리 일부/감호리 일부, 동전리 일부, 내감리/감호리 일부/외감리 일부, 무동리, 무곡리, 내곡리/신리 일부, 상천리 일부, 외산리 일부, 상리/상천리 일부/하천리 일부/신목리 일부/외산리 일부, 신리 일부/신목리 일부/하천리 일부, 마산리 일부/신리 일부/(동면)북계리 일부, 마산리 일부/하천리 일부/(동면)북계리 일부/본포리 일부 | 북면        | 지개리, 고암리, 월백리, 대산리, 월촌리, 화천리, 외감리, 동전리, 감계리, 무동리, 무곡리, 내곡리, 상천리, 외산리, 하천리, 신촌리, 마산리, 북계리 |
- 1918년 1월 1일 : 부내면을 창원면으로, 웅읍면을 웅천면으로 개칭하였다.
- 1931년 4월 1일 : 진해면이 진해읍으로 승격하였다.[15] (1읍 14면)
- 1942년 10월 1일 : 일부 지역이 마산부로 편입되었다.[16]

| 조선총독부령 제242호                                 |                                                               |
| 구 행정구역                                          | 신 행정구역                                                   |
| 창원군 창원면 봉암리                                 | 마산부 봉암리, 교방리, 회원리, 산호리, 석전리, 양덕리, 가포리 |
| 창원군 내서면 교방리, 회원리, 산호리, 석전리, 양덕리 | 마산부 봉암리, 교방리, 회원리, 산호리, 석전리, 양덕리, 가포리 |
| 창원군 구산면 가포리                                 | 마산부 봉암리, 교방리, 회원리, 산호리, 석전리, 양덕리, 가포리 |
- 1955년 9월 1일 : 진해읍이 진해시로 승격, 분리되었다.[17] (14면)

| 법률 제373호  | |
| 구 행정구역   | 신 행정구역 |
| 창원군 진해읍 | 진해시 충무로1가동,충무로2가동,충무로3가동,충무로4가동,충무로5가동,충무로6가동,여좌1가동,여좌2가동,여좌3가동,태백동,경화1가동,경화2가동,경화3가동,석동,이동,자은동,덕산동,풍호동,장천동,행암동 |
- 1973년 7월 1일 : 창원면 · 상남면 · 웅남면 일원과 내서면 · 구산면 일부가 마산시로, 웅천면 일원이 진해시로 각각 편입되었다.[18] (10면)

| 대통령령 제6542호                            |                                                                                         |
| 구 행정구역                                  | 신 행정구역                                                                             |
| 창원군 창원면                                | 마산시 의창1동, 의창2동, 상북동, 성주동, 용지동, 웅남1동, 웅남2동, 합성동, 회성동, 현동 |
| 창원군 상남면                                | 마산시 의창1동, 의창2동, 상북동, 성주동, 용지동, 웅남1동, 웅남2동, 합성동, 회성동, 현동 |
| 창원군 웅남면                                | 마산시 의창1동, 의창2동, 상북동, 성주동, 용지동, 웅남1동, 웅남2동, 합성동, 회성동, 현동 |
| 창원군 내서면 구암리, 합성리, 회성리, 두척리 | 마산시 의창1동, 의창2동, 상북동, 성주동, 용지동, 웅남1동, 웅남2동, 합성동, 회성동, 현동 |
| 창원군 구산면 예곡리, 우산리, 현동리, 덕동리 | 마산시 의창1동, 의창2동, 상북동, 성주동, 용지동, 웅남1동, 웅남2동, 합성동, 회성동, 현동 |
| 창원군 웅천면                                | 진해시 웅천동                                                                           |
- 1980년 4월 1일 : 마산시 창원출장소 관리 지역(구 창원면·상남면·웅남면 지역)을 관할로 창원시가 신설되고, 창원군은 의창군으로 개칭하였다.[19]
- 1983년 2월 15일 : 웅동면이 진해시로 편입되었다.[20] (9면)

| 대통령령 제11027호 |                         |
| 구 행정구역        | 신 행정구역             |
| 의창군 웅동면      | 진해시 웅동1동, 웅동2동 |
- 1987년 1월 1일 : 북면 북계리가 월계리로 개칭되었다.
- 1989년 1월 1일 : 천가면이 부산직할시 강서구로 편입되었다.[21] (8면)

| 법률 제4051호 |                          |
| 구 행정구역   | 신 행정구역              |
| 의창군 천가면 | 부산직할시 강서구 천가동 |
- 1991년 1월 1일 : 의창군의 명칭이 창원군으로 환원되었다.[22]
- 1995년 1월 1일 : 창원군 지역이 전부 창원시와 마산시에 분할 편입되고, 창원군은 폐지되었다.[1]

| 법률 제4774호                                                     |                                              |
| 구 행정구역                                                       | 신 행정구역                                  |
| 창원군 동면, 북면, 대산면, 구산면, 진동면, 진북면, 진전면, 내서면 | 창원시 동면, 북면, 대산면                    |
| 창원군 동면, 북면, 대산면, 구산면, 진동면, 진북면, 진전면, 내서면 | 마산시 합포구 구산면, 진동면, 진북면, 진전면 |
| 창원군 동면, 북면, 대산면, 구산면, 진동면, 진북면, 진전면, 내서면 | 마산시 회원구 내서면                         |